# 제시카의 추리극장
《제시카의 추리극장》(영어: Murder, She Wrote)은 1984년부터 1996년까지 방영된 추리 드라마이다.
- 대한민국에서는 KBS2 TV 한국방송에서 1985년 1월 부터 1988년 7월 4년까지 잠시 방영하였다.
- 그리고 4년후 MBC를 통해 1988년부터 1991년까지 방영 이동 하고 바뀌고 맡기게 되고 방영되었다.

## 등장인물
- 앤절라 랜즈베리 - 제시카 플레처

## 한국판 성우진 (MBC)
- 이경자 - 제시카 플레처 (앤절라 랜즈베리)